# Умка
Умка (на сръбски: Умка) е град в Сърбия, Белградски окръг, община Чукарица.

## География
Намира се на десния бряг на река Сава, 22 км югозападно от Белград, западно от село Голема Мощаница.

## Население
Населението на Умка възлиза на 5292 жители (2002).
Етнически състав:
- сърби – 5083 жители (96,05%)
- югославяни – 42 жители (0,79%)
- черногорци – 26 жители (0,49%)
- хървати – 13 жители (0,24%)
- македонци – 13 жители (0,24%)
- българи – 4 жители (0,07%)
- други – 15 жители (0,22%)
- недекларирали – 25 жители (0,47)